# Allan Dwan
Joseph Aloysius (Allan) Dwan (Toronto, 3 april 1885 – Woodland Hills (Los Angeles), 28 december 1981) was een Amerikaans filmregisseur en filmproducent van Canadese komaf.

## Levensloop
Dwan verhuisde op 11-jarige leeftijd naar Amerika. Hij begon in 1911 met het regisseren van films, en zou uiteindelijk meer dan 400 films regisseren gedurende 50 jaar lang. Zijn laatste film regisseerde hij in 1961. Hij stierf op 96-jarige leeftijd in Los Angeles.

## Filmografie
- 1914: The Unwelcome Mrs. Hatch
- 1914: Richelieu
- 1914: Wildflower
- 1914: The County Chairman
- 1914: The Straight Road
- 1914: The Conspiracy
- 1915: The Dancing Girl
- 1915: David Harum
- 1915: The Love Route
- 1915: The Commanding Officer
- 1915: May Blossom
- 1915: The Pretty Sister of Jose
- 1915: A Girl of Yesterday
- 1915: Jordan Is a Hard Road
- 1916: Betty of Greystone
- 1916: The Habit of Happiness
- 1916: The Good Bad Man
- 1916: An Innocent Magdalene
- 1916: The Half-Breed
- 1916: Manhattan Madness
- 1916: Fifty-Fifty
- 1917: Panthea
- 1917: Fighting Odds
- 1917: A Modern Musketeer
- 1918: Headin' South
- 1918: Mr. Fix-It
- 1918: Bound in Morocco
- 1918: He Comes Up Smiling
- 1919: Cheating Cheaters
- 1919: Getting Mary Married
- 1919: The Dark Star
- 1919: Soldiers of Fortune
- 1920: The Luck of the Irish
- 1920: The Scoffer
- 1920: In the Heart of a Fool
- 1920: The Forbidden Thing
- 1921: A Perfect Crime
- 1921: A Broken Doll
- 1921: The Sin of Martha Queed
- 1922: The Hidden Woman
- 1922: Robin Hood
- 1922: Superstition
- 1923: The Glimpses of the Moon
- 1923: Lawful Larceny
- 1923: Zaza
- 1923: Big Brother
- 1924: A Society Scandal
- 1924: Manhandled
- 1924: Her Love Story
- 1924: Wages of Virtue
- 1924: Argentine Love
- 1925: Night Life of New York
- 1925: The Coast of Folly
- 1925: Stage Struck
- 1926: Sea Horses
- 1926: Padlocked
- 1926: Tin Gods
- 1926: Summer Bachelors
- 1927: The Music Master
- 1927: The Joy Girl
- 1927: East Side, West Side
- 1927: French Dressing
- 1929: The Iron Mask
- 1929: Tide of Empire
- 1929: The Far Call
- 1929: Frozen Justice
- 1929: South Sea Rose
- 1930: What a Widow!
- 1930: Man to Man
- 1931: Chances
- 1931: Wicked
- 1932: While Paris Sleeps
- 1932: Her First Affaire
- 1933: Counsel's Opinion
- 1934: I Spy
- 1935: Black Sheep
- 1935: Navy Wife
- 1936: Song and Dance Man
- 1936: Human Cargo
- 1936: High Tension
- 1936: 15 Maiden Lane
- 1937: Woman-Wise
- 1937: That I May Live
- 1937: One Mile from Heaven
- 1937: Heidi
- 1938: Rebecca of Sunnybrook Farm
- 1938: Suez
- 1938: Josette
- 1939: The Three Musketeers
- 1939: The Gorilla
- 1939: Frontier Marshal
- 1940: Sailor's Lady
- 1940: Young People
- 1940: Trail of the Vigilantes
- 1941: Look Who's Laughing
- 1941: Rise and Shine
- 1942: Friendly Enemies
- 1942: Here We Go Again
- 1944: Abroad with Two Yanks
- 1944: Up in Mabel's Room
- 1945: Brewster's Millions
- 1945: Getting Gertie's Garter
- 1946: Rendezvous with Annie
- 1947: Calendar Girl
- 1947: Northwest Outpost
- 1947: Driftwood
- 1948: The Inside Story
- 1948: Angel in Exile
- 1949: Sands of Iwo Jima
- 1950: Surrender
- 1951: Belle Le Grand
- 1951: The Wild Blue Yonder
- 1952: I Dream of Jeanie
- 1952: Montana Belle
- 1953: Woman They Almost Lynched
- 1953: Sweethearts on Parade
- 1953: Flight Nurse
- 1954: Silver Lode
- 1954: Passion
- 1954: Cattle Queen of Montana
- 1955: Escape to Burma
- 1955: Pearl of the South Pacific
- 1955: Tennessee's Partner
- 1956: Slightly Scarlet
- 1956: Hold Back the Night
- 1957: The River's Edge
- 1957: The Restless Breed
- 1958: Enchanted Island
- 1961: Most Dangerous Man Alive